# Црна Гора на Пјесми Евровизије 2022.
Црна Гора ће учествовати на Песми Евровизије 2022 у Торину, у Италији. Црна Гора је у 2022. години бирала свог представника кроз интерни избор. Црну Гору ће представљати Владана Вучинић са песмом „Breathe” (Диши).
Црногорски емитер РТЦГ се враћа на Песму Евровизије после две године одсуства (ако се рачуна 2020) што је и објављено 12. октобра 2021. Црна Гора је користила разне методе бирања представника, а после неуспеха на Песми Евровизије 2018. и 2019. користећи Монтевизију, Црна Гора је свог представника 2022. изабрала интерно.

## Пријаве
Дана 28. октобра, РТЦГ је отворио пријаве за слање песама поштом који је био отворен до 10. децембра 2021. РТЦГ је добио укупно 30 пријава. Жири РТЦГ ће оценити све пристигле песме по 3 критеријума: доделиће до 50 поена за саму песму, до 30 поена за речи песме и до 20 поена за продукциони потенцијал песме.
Чланови комисије су:
- Стана Шалго, музичка уредница Радија Црне Горе и председница комисије
- Бранка Бановић, музичка уредница ТВ Црне Горе
- Данијел Алибабић, председник Удружења естрадних уметника Црне Горе, представник СЦГ на Песми Евровизије 2005. као део групе Но Нејм
- Бојана Ненезић, саветница за музичку културу у Заводу за школство
- Зоја Ђуровић, професорица у Музичкој школи „Васа Павић"
- Дражен Бауковић, уредник у Забавном програму ТВЦГ
- Нина Жижић, представница Црне Горе на Песми Евровизије 2013. као део групе Who See
- Гојко Беркуљан, редитељ и Главни продуцент РТЦГ
- Илмира Лика, уредница и директорка ТВ Теута
- Ђорђије Кустудић, руководилац маркетинга РТЦГ

## Представник
Дана 31. децембра 2021, ЦРТГ је објавила да ће представник Црне Горе бити откривен 4. јануара и да ће током дана који следе објавити индиције о томе ко је црногорски представник на Песми Евровизије 2022.

### Индиције

#### 1. јануар
Први траг о томе ко је представник Црне Горе је била слика представника кад је исти имао 6 месеци.
„Ова шестомјесечна беба већ дуго сања како пјева на Еуросонгу. Ове године ће представљати Црну Гору у Торину. 

#### 2. јануар
Други траг је био да се представник раније представио публици на Монтевизији, као такмичар или гостујући извођач.

#### 3. јануар
Трећи траг је била силуета представника. Такође је откривено да је представник жена.

### Владана Вучинић са „Breathe”
Дана 4. јануара 2022. је откривено да ће Владана Вучинић представљати Црну Гору на Песми Евровизије 2022. у кратком видеу. Откривено је и да ће Владана певати поп песму, баладу која носи снажну поруку. Касније истог дана је објављено и да је на песми радио и Дарко Димитров.
Дана 5. јануара 2022. на конференцији за штампу, Вучинић је изјавила да ће се њена песма звати „Breathe” (Диши) која је на енглеском и да ће је на енглеском и извести на Евровизији, како би поруку песме пренела што већем броју људи. Откривено је и да је буџет Црне Горе за ову годину мањи него претходних година, али да су пронађени спонзори који ће помоћи новчано. Такође је саопштено да Црна Гора плаћа најмањи износ за учешће на Песми Евровизије од свих држава учесница , €28.000. Премијера песме ће бити крајем фебруара.